# Altopiano di Izora
L'altopiano di Izora (in russo Ижорская возвышенность?) è un'area geologicamente composta da roccia calcarea ordoviciana nella parte sud-occidentale dell'Oblast' di Leningrado, tra il Golfo di Finlandia a nord e il fiume Luga a sud. Il suo bordo settentrionale è formato dalla scogliera erosiva nota come klint baltico. 
La parte più elevata dell'altopiano è la collina Orekhovaja (176 m), situata nella sua parte estrema nord-orientale. L'altopiano è perlopiù ricoperto da terreni agricoli. Il sito era il cuore della regione storica conosciuta come Ingria.